# Mahalaleel
Mahalaleel (árabe: مهلائيل, hebreo: מהללאל) –cuyo significado es «el que alaba a Dios», también conocido como Malael y Mihlaiel– fue un patriarca nombrado en la Biblia.

## Familia
Según el Antiguo Testamento de la Biblia cristiana, o el Tanaj judío, Mahalaleel fue hijo de Cainán, quien a su vez fue hijo de Enós. El padre de Enós fue Set, quien es hijo de Adán. Mahalaleel fue padre de Jared y abuelo de Henoc II.
Aunque no se nombra a su esposa en la Biblia, su nombre de acuerdo al Libro de los Jubileos es Dinah, quien era prima de Mahalaleel y madre de Jared.
Es mencionado en Génesis 5:12-17, y de acuerdo con el libro, vivió 895 años, lo cual lo coloca octavo en los registros de los inusuales largos periodos de vida de los patriarcas antes del diluvio.
Otras referencias posteriores sobre Mahalaleel incluyen los libros: 1 Crónicas 01:01, Lucas 03:37 y el apócrifo Libro de los Jubileos 4:14-15. La primera visión de Henoc en el Libro de Enoc 83 narra el sueño que tuvo en la casa de su abuelo, Mahalaleel, que trata sobre el diluvio.
Mahalaleel es un antepasado de Noé, y por tanto, de toda la humanidad.